# دانيال فيفيان (لاعب كرة قدم)
دانيال فيفيان (بالإسبانية: Daniel Vivian)‏ هو لاعب كرة قدم إسباني في مركز قلب الدفاع، ولد في 5 يوليو 1999 في فيتوريا-غاستيز في إسبانيا. شارك مع منتخب إقليم الباسك لكرة القدم. أما مع النوادي، فقد لعب مع أتلتيك بيلباو ب ونادي باسكونيا ونادي ميرانديس.

## وصلات خارجية
- دانيال فيفيان على موقع الاتحاد الأوربي (الإنجليزية)
- دانيال فيفيان على موقع إي إس بي إن إف سي (الإنجليزية)
- دانيال فيفيان على موقع قاعدة بيانات كرة القدم.إي يو (الإنجليزية)
- دانيال فيفيان على موقع ليكيب (الفرنسية)
- دانيال فيفيان على موقع ناشيونال فوتبول تيمز (الإنجليزية)
- دانيال فيفيان على موقع Soccerbase.com (لاعب) (الإنجليزية)
- دانيال فيفيان على موقع Soccerway.com (الإنجليزية)
- دانيال فيفيان على موقع عالم كرة القدم.نت (الإنجليزية)